# Christopher Sims
Christopher Albert Sims (Washington, DC, 21 de outubro de 1942) é um econometrista e macroeconomista dos Estados Unidos. Presentemente é professor de economia e finanças na Universidade de Princeton.
Obteve um doutorado em economia em 1968, pela Universidade de Harvard. Desenvolveu atividades docentes em Harvard, na Universidade de Minnesota, na Universidade de Yale e, desde 1999, na Universidade de Princeton. Sims é membro da Academia Nacional de Ciências dos Estados Unidos (desde 1989) e da Academia de Artes e Ciências dos Estados Unidos (desde 1988). Em 1995 foi presidente da Sociedade Econométrica. Em 2011 foi eleito Presidente da American Economic Association até 2012. Em 10 de outubro de 2011 foi galardoado com o Prémio de Ciências Económicas em Memória de Alfred Nobel (partilhado com Thomas Sargent da Universidade de Nova Iorque).
Sims publicou numerosos artigos científicos, importantes nas suas áreas de investigação: econometria e teoria e política macroeconómica. Entre outras coisas, foi um dos principais promotores do vetor de autorregressão na macroeconomia empírica.